# Christoph Seybold
Christoph Seybold (né le 14 octobre 1978 à Heilbronn, Allemagne) est un violoniste classique austro-allemand.

## Biographie
Il a étudié auprès de Wolfgang Marschner à Fribourg-en-Brisgau, Zakhar Bron à Cologne et Jens Ellermann à Hanovre, et a bénéficié des conseils de Ida Haendel, György Pauk, Shlomo Mintz, Ivry Gitlis et Pinchas Zuckerman.
Décrit par le Süddeutsche Zeitung comme étant un violoniste de classe mondiale, Christoph Seybold s'est produit à travers toute l’Europe, en Amérique du Nord et du Sud, en Afrique, en Asie, en Russie et en Israël dans les salles les plus prestigieuses telles que la Konzerthaus de Berlin, la Laeiszhalle de Hambourg, la Herkulessaal de Munich, la Liederhalle de Stuttgart, la Meistersingerhalle de Nuremberg, le Kurhaus de Wiesbaden, le Tokyo Opera City, le Glenn Gould Studio de la CBC de Toronto et la Grande Salle Philharmonique de Saint-Pétersbourg. Il est également régulièrement invité par de nombreux festivals, parmi lesquels le Festival Celibidache, le Festival de Musique de Grande Canarie, le Chautauqua Music Festival, le Festival des Musiques d'Été du Château de Lourmarin, le Festival International de Musique de Buxtehude, le Festival Puplinge Classique, le Festival du Bruit qui Pense, le Trecastagni International Music Festival.
Son vaste répertoire comprend plus de 30 concertos. Seybold se produit en tant que soliste avec le Klassische Philharmonie Bonn, l’Orchestre Philharmonique des Nations, l’Orchestre de Chambre de Wurtemberg, l’Orchestre Symphonique de la Radio de Bratislava, l’Orchestre de Chambre de Lisbonne, l'Orchestre de Chambre de Pologne, l’Orchestre de Chambre de Hanovre, l’Orchestre Symphonique de Heilbronn, l’Orchestre Symphonique de Saint-Pétersbourg ou encore le Toronto Concert Orchestra.
En tant que chambriste, il partage la scène notamment avec les pianistes Pavel Gililov, Ingmar Lazar, Oleg Poliansky et Haiou Zhang, les violoncellistes Julia Hagen et Marcin Sieniawski, et le Faust Quartett.
Son premier CD en compagnie de la pianiste Milana Chernyavska paru chez Genuin a été acclamé par la presse, Robert Maxham écrivant dans Fanfare Magazine « qu’il nous rappelle la maturité de Nathan Milstein ».

## Sources
- http://www.lylo.fr/artiste/christoph-seybold
- (de) http://www.paulspiegel.de/kuenstlervermittlung/musiker/christoph-seybold.html
- (en) http://www.classicalconnect.com/Christoph_Seybold/4564
- (en) http://news.artsmart.co.za/2016/11/fom-christoph-seybold-liezl-maret-jacobs.html

1. ↑  (de) « Ikonografisches Instrument », sur Süddeutsche.de, 16 mai 2019 (consulté le 3 juin 2024)